# سيبق تكراو

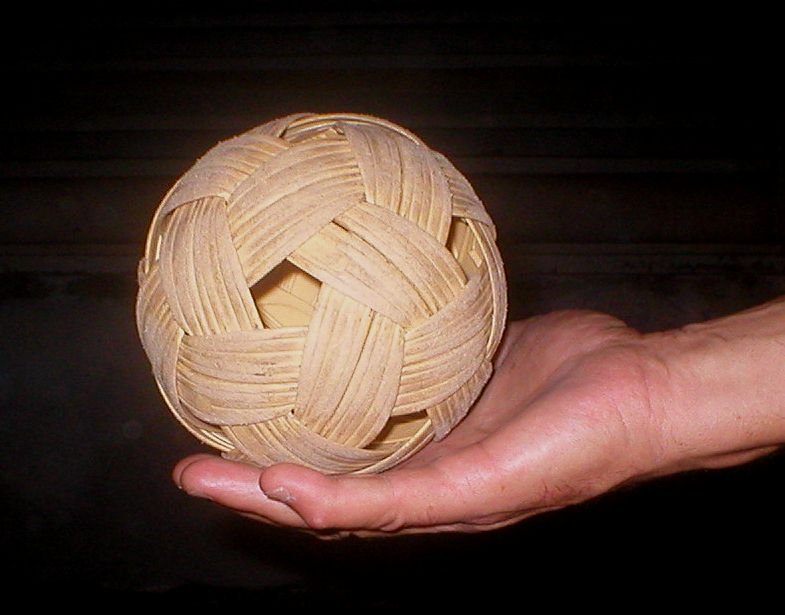
الكرة المستخدمة في السيباك تاكرو

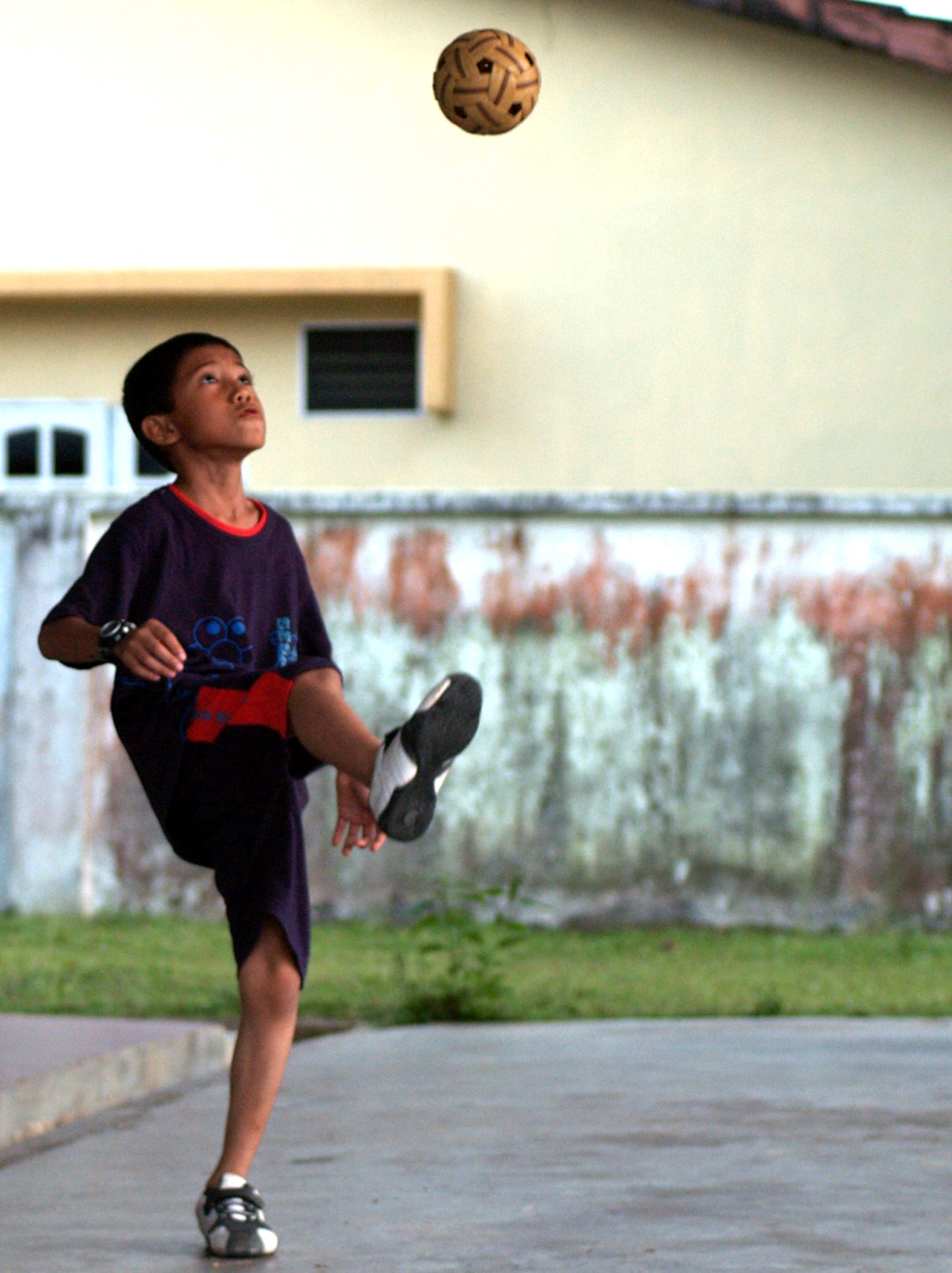
طفل يلعب السيباك تاكرو

سيباك تاكرو هي لعبة رياضية جماعية، تمزج بين الكرة الطائرة وكرة القدم، وهي ذات شعبية في شرق آسيا. تلعب الرياضة على ملعب مساحته تشابه مساحة ملعب كرة الريشة للزوجي. بدأت الرياضة في جنوب شرق آسيا ودخلت دورة الألعاب الآسيوية أول مرة عام 1990، كما كان رياضة استعراضية في دورة ألعاب الكومنولث في عام 1998 في كوالالمبور. تعتبر رياضة وطنية في ماليزيا.
تعد بطولات كأس الملك الدولية للسيباك تاكرو أشهر البطولات لهذه اللعبة، وأقيمت 21 مرة حتى عام 2006. منتخب تايلند هو الأكثر فوزاً بالبطولة حيث فاز في 19 مرة من الـ 21 بطولة، كما ربح أربع مرات في مسابقات الرجال في دورة الألعاب الآسيوية في الأعوام 1994، و1998، و2002، و2006. في حين يعتبر منتخب ماليزيا ثاني أشهر فرق السيباك تاكرو حيث ربح بقية البطولات (كأس الملك مرتين وأول بطولة سيباك تاكرو في دورة الألعاب الآسيوية عام 1990). الدول الأخرى التي تشارك غالباً في مسابقات السيباك تاكرو هي ميانمار وكوريا واليابان والصين وفيتنام.
تجرى مباراة السيباك تاكرو بين فريقين، كل فريق منهما مكون من ثلاثة لاعبين (ريغو). مساحة الملعب المخصص للرياضة هي 13.4 × 6.1 م. الملعب مقسم إلى نصفين بواسطة شبكة، طولها في مسابقات الرجال أكبر من النساء. كرة السيباك تاكرو وزنها 250 غراماً تقريباً. من أبرز قواعد اللعبة أنه لا يمكن للاعب لمس الكرة بيده، كما يحق للاعب لمس الكرة ثلاث مرات متعاقبة.